# 瓦西里·齐布利耶夫
瓦西里·瓦西里耶维奇·齐布利耶夫（俄语：Васи́лий Васи́льевич Цибли́ев，1954年2月20日—）是俄罗斯已退役宇航员，曾2次前往和平号空间站执行任务，共进行了6次太空行走。

## 早年
1954年2月20日出生于苏联克里米亚基洛夫斯科耶区奥列希夫卡（Ореховка）。1975年毕业于哈尔科夫空军学院，之后在空军服役。

## 宇航员生涯
1987入选宇航员分队。1987年12月到1989年在加加林宇航员培训中心接受基础训练。1989年8月30日获得测试宇航员资格。

### 第一次
1993年7月1日至1994年1月14日在和平号空间站执行任务。期间一共进行了5次太空行走，总时长共计14时13分。

### 第二次
1997年2月10日至1997年8月14日，齐布利耶夫担任“前往和平号空间站第23次远征”任务的指挥长。4月29日，他与美国同行杰瑞·林恩格身着俄制太空服，一前一后走出空间站，展开联合太空行走。
6月25日，他在引导進步號货运飞船与和平号空间站对接时，未控制速度，使飞船撞向了空间站的光谱号增压舱。空间站的一块太阳能电池板阵列被撞掉 ，机舱压力开始降低。
拉祖特金等队员迅速切断了与损坏舱体的连接，空间站内部压力开始稳定。但是太阳能电池装置的损坏使散热器保护盖移位。他们关闭了陀螺控制系统，并人工操作大型姿态控制推力器，使空间站实现机动，让其他舱体上的电池板朝向太阳以获取电能。最终空间站成功脱险。

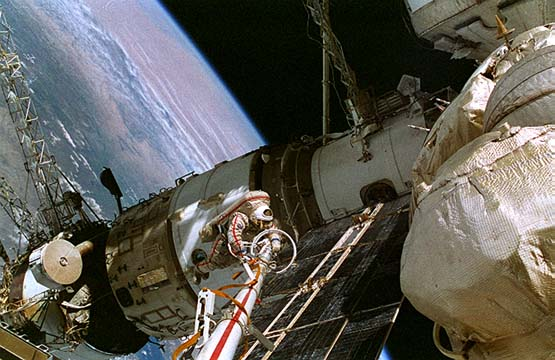
1997年4月29日太空行走

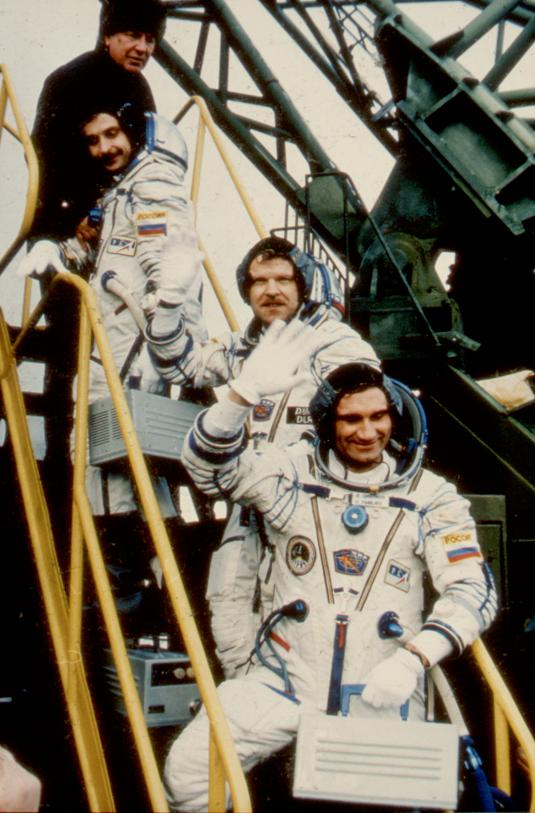
1997年2月10日临行前

统计
| # | 发射载具  | 发射时间（UTC）      | 任务代号 | 着陆载具  | 着陆时间（UTC）       | 时长总计      | 舱外活动次数 | 舱外活动时长 |
| - | --------- | -------------------- | -------- | --------- | --------------------- | ------------- | ------------ | ------------ |
| 1 | 联盟TM-17 | 1993年7月1日14时32分 | EO-14    | 联盟TM-17 | 1994年1月14日8时18分  | 196日17时45分 | 5            | 14时13分     |
| 2 | 联盟TM-25 | 1997年2月10日14时9分 | EO-23    | 联盟TM-25 | 1997年8月14日12时17分 | 184日22时7分  | 1            | 4时59分      |
|   |           |                      |          |           |                       | 381日15时52分 | 6            | 19时12分     |

太空行走统计
| #      | 日期（UTC）    | 同伴                | 持续时长 |
| ------ | -------------- | ------------------- | -------- |
| 1      | 1993年9月16日  | 亚历山大·谢列布罗夫 | 4时18分  |
| 2      | 1993年9月20日  | 亚历山大·谢列布罗夫 | 3时13分  |
| 3      | 1993年9月28日  | 亚历山大·谢列布罗夫 | 1时52分  |
| 4      | 1993年10月22日 | 亚历山大·谢列布罗夫 | 0时38分  |
| 5      | 1993年10月29日 | 亚历山大·谢列布罗夫 | 4时12分  |
| 6      | 1997年4月29日  | 杰瑞·林恩格         | 4时59分  |
| 总时长 | 总时长         | 总时长              | 19时12分 |

## 退役
1997年获得莫斯科国立测量学和地图学大学学位。1998年6月19日从宇航员退役。2000年4月6日开始担任加加林宇航员培训中心副主任。

## 荣誉
- 二级服役优秀奖章（苏联）
- “战功”奖章
- 俄罗斯联邦宇航员和俄罗斯联邦英雄（1994年）
- 三级“祖国功勋”勋章（1998年）
- 太空探索优异奖章（2011年）[9]